# Via Domícia

Trajeto da Via Domícia

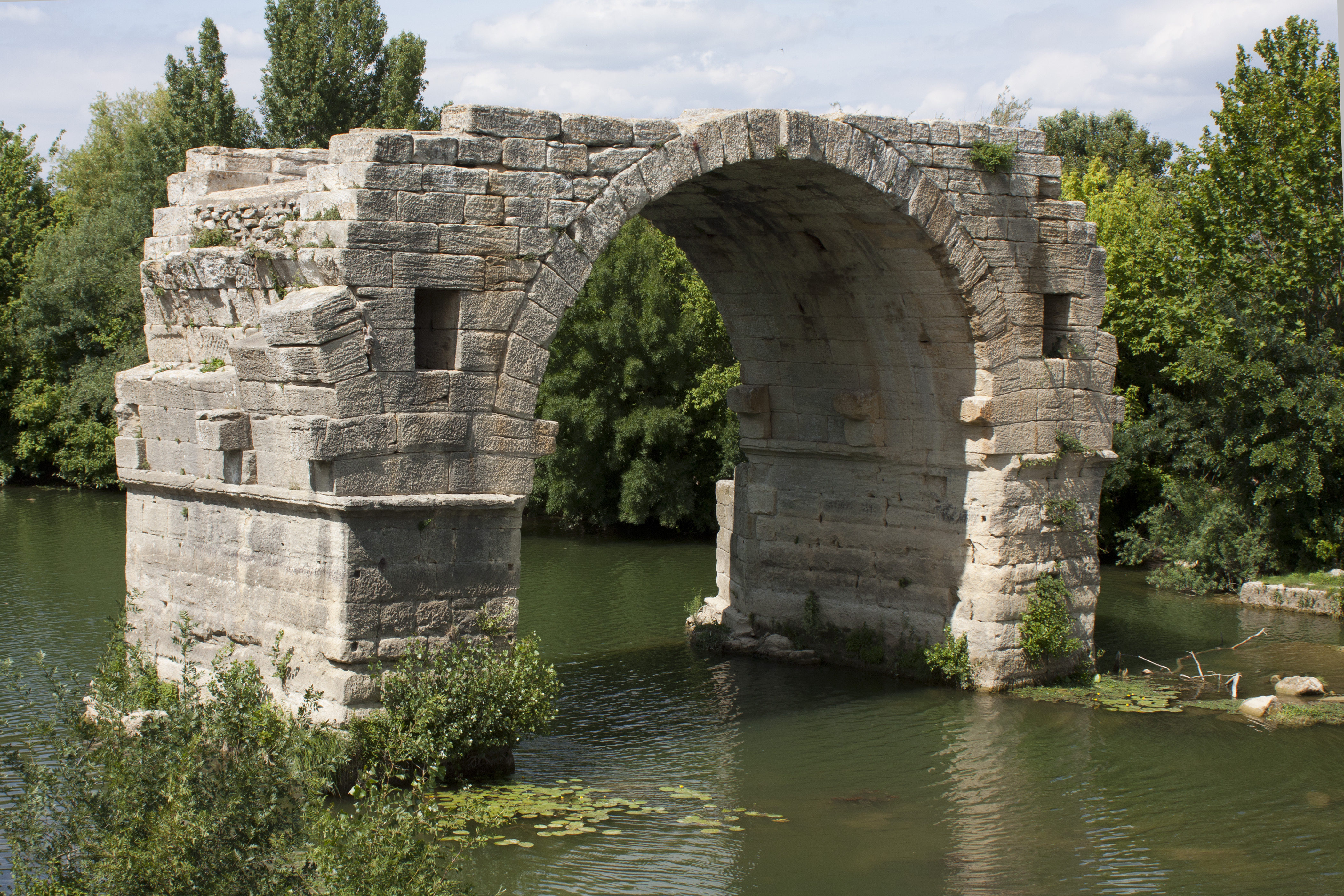
Ruínas da Ponte de Ambrósio em Ambrusso

A Via Domícia (em latim: Via Domitia) foi a primeira estrada romana construída na Gália para ligar a península Itálica à Hispânia através da Gália Narbonense, atravessando a região que é hoje o sul da França (Provença). 

## História
A rota que os romanos aproveitaram e pavimentaram era um antigo caminho que eles descobriram quando partiram para planejá-la, tão antigo que suas origens remontam à mítica rota utilizada por Hércules. Aníbal utilizou-a em sua marcha para a Itália durante a Segunda Guerra Púnica.
O território atravessado pela estrada foi doada por Massília em troca da proteção romana. A via foi construída em 118 a.C. pelo procônsul Cneu Domício Enobarbo, cujo nome ela recebeu. A estrada é contemporânea à criação da primeira colônia romana na Gália, em Narbo Márcio (moderna Narbona). 
A Via Domícia atravessava os Alpes pela passagem mais fácil, o Passo de Montgenèvre (1850 m). Ela seguia o vale do rio Durance, cruzava o Ródano em Beaucaire passando por Nemauso e depois seguia a planície costeira ao longo do golfo de Leão. Em Narbona, a Via Domícia encontrava a Via Aquitânia (que levava até o oceano Atlântico atravessando Tolosa e Bordéus. Por causa disto, Narbona era um cruzamento estratégico crucial da Via Domícia e da Via Aquitânia e era um acessível, mas bem defensável, porto da época.
Este ponto fronteiriço da expansão ocidental e das resultantes vantagens em comunicação, logística e defesa era um ativo muito importante e Narbona era tratada como tal pelos romanos. Entre as cidades que ela ligava, a Via Domícia recebeu uma sequência de mansões, espaçadas à distância de um dia de viagem para uma carroça carregada, nas quais abrigo, provisões e cavalos descansados podiam ser obtidos para viajantes em missões oficiais. 
A rota percorrida na Antiguidade Tardia está representada de forma esquemática na Tabula Peutingeriana.

## Pontes romanas
Há ruínas de diversas pontes romanas ao longo da estrada, incluindo a ponte romana em Saint-Thibéry, a ponte de Ambrósio em Ambrusso, a ponte de Juliano e a ponte de Selino.